# Samuil (Bulgarien)

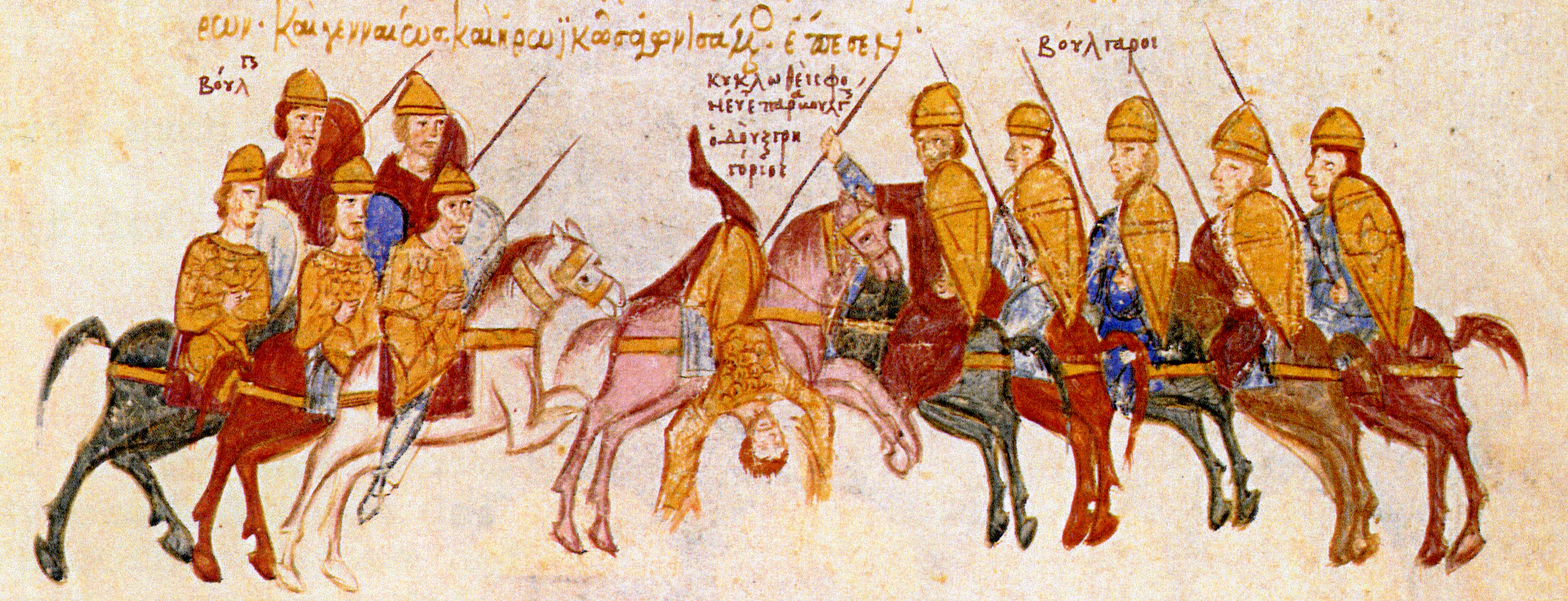
Samuils Armee erobert Edessa.

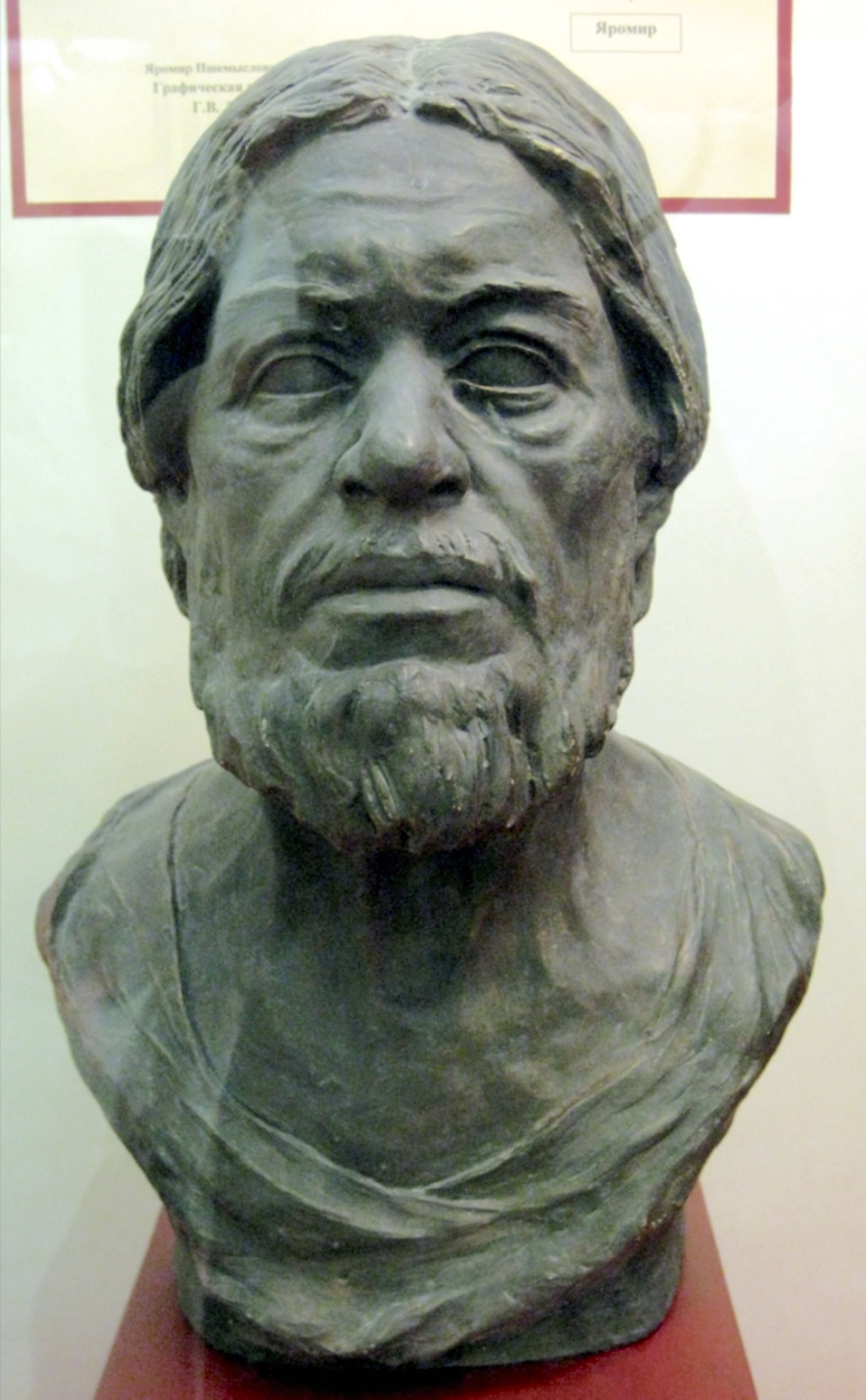
Forensische Gesichtsrekonstruktion des vermuteten Leichnams am Prespasee.

Samuil (bulgarisch Самуил oder Samuel und Samoil, * 958; † 6. Oktober 1014) war von 997 bis 1014 einer der letzten Zaren des ersten bulgarischen Reiches. Unter seiner Herrschaft wurde Ohrid am gleichnamigen See Hauptstadt des bulgarischen Reiches.

## Leben
Laut Samuils-Inschrift von 993, einer der ältesten kyrillischen Inschriften, war Samuil ein Sohn des bulgarischen Komitologen von Serdica Nikola und Ripsimia. Seine Brüder David, Moses und Aron gründeten im 10. Jh. das bulgarische Athos-Kloster Zografou. Laut Cedrenus ermordeten nomadisierende Walachen David im Gebirge (Epirus) zwischen Kastoria und Prespa an einer Stelle genannt „schöne Eichen“. Moses fiel gegen die Byzantiner bei der Verteidigung von Seres. Später wurde Aron wegen Verrats an Byzanz auf Befehl seines jüngsten Bruders Samuil hingerichtet.
Samuil führte ab 977 als Heeresführer und ab 997 als Zar von Bulgarien einen 40 Jahre andauernden und für Byzanz vernichtenden Krieg, in dem am Ende der byzantinische Kaiser Basileios II. die Oberhand behielt. Mehrere Schlachten sicherten Samuil jahrelang einen militärischen Vorteil, in dem er das Bulgarische Reich nach Nordosten wiederherstellte und nach Südwesten bis nach Larissa und Thessaloniki ausbreitete. Die entscheidende Schlacht von Kleidion fand 1014 im Strymontal im Belasiza-Gebirge statt. 15.000 bulgarische Krieger wurden gefangen genommen, geblendet und zu Samuils Residenz bei Prespa geschickt. Beim Anblick der Geblendeten soll Zar Samuil einen Schlaganfall bekommen haben; jedenfalls verstarb er kurz darauf. Von nun an ist Basileios II. in den historischen Quellen als Bulgaroktónos (Bulgarentöter) bekannt. Bulgarien wurde bald darauf in fünf byzantinische Themen (Provinzen) gegliedert und diese Gliederung wurde bis zur Wiederherstellung Bulgariens 1185 beibehalten.
Unter der Herrschaft von Zar Samuil wurde das Erzbistum Ohrid zur bulgarisch-orthodoxen Patriarchat-Kirche ernannt und die Festung Ohrid neu erbaut. Patriarch wurde Germanus I. Nach der Eroberung durch Byzanz wurde das Patriarchat von Ohrid wieder zu einem Erzbistum herabgesetzt, blieb aber autokephal.

## Grabstätte

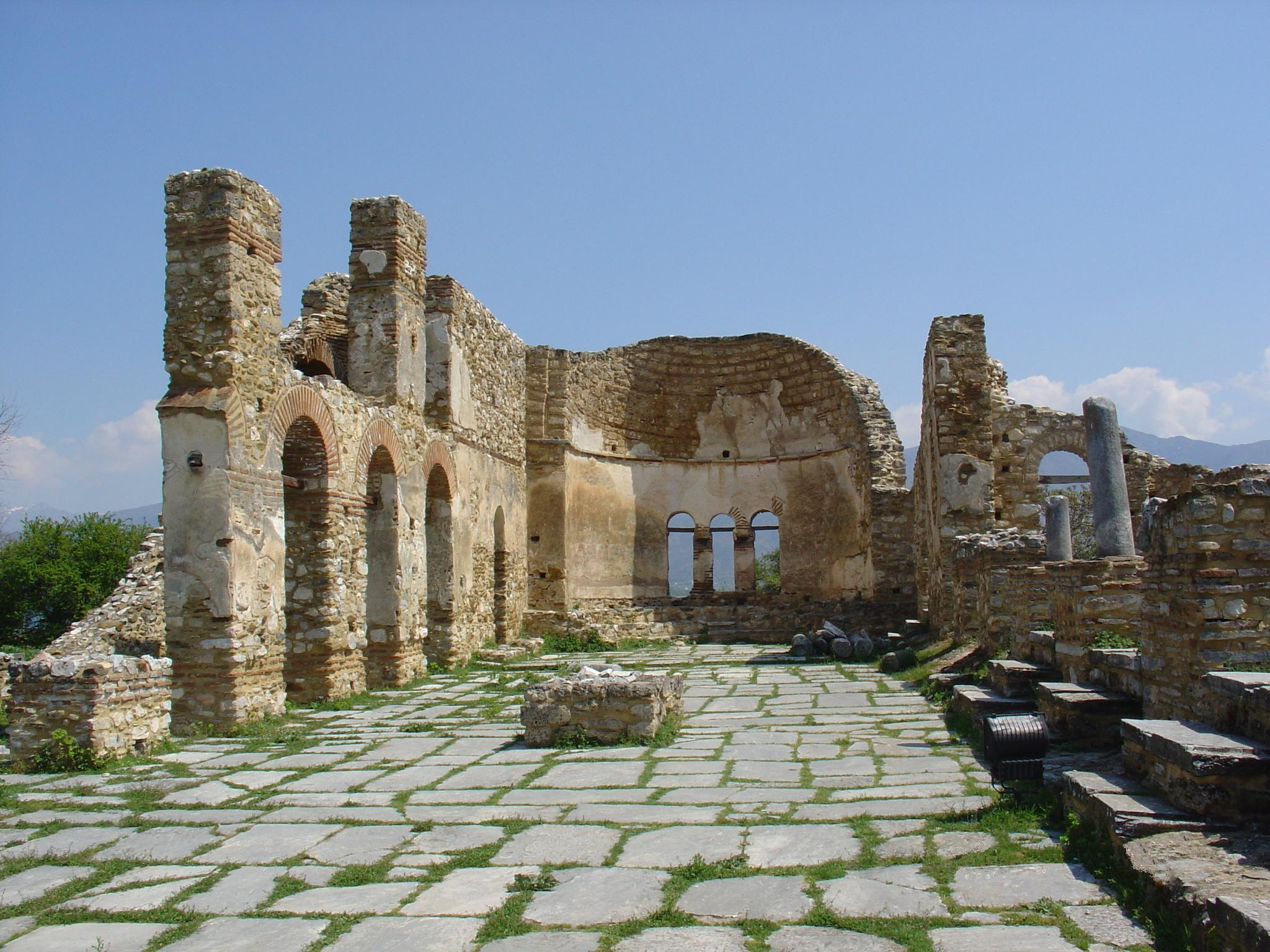
Die Reste der Basilika „Agios Achillios“.

1969 leitete der griechische Archäologe Nikolaos Moutsopoulos die Ausgrabungen in der Basilika Agios Achillios auf der gleichnamigen Insel im Kleinen Prespasee im Norden Griechenlands. Dabei entdeckte er im rechten Naos der Basilika vier Sarkophage, die reich bestattet gewesen, jedoch bereits im Mittelalter von Grabräubern ausgeraubt worden waren. Obwohl jegliche Inschriften fehlen, nahm Moutsopoulos an, dass es sich um die drei Grabstätten der letzten Zaren des Ersten Bulgarischen Reiches handelt: Samuil, Iwan Wladislaw und Gawril Radomir. Bei dem vierten Sarkophag handelt es sich laut Moutsopoulos um die Grabstätte von Iwan Wladimir, den Schwager von Iwan Wladislaw.
Die Überreste der Personen aus den Sarkophagen befinden sich heute im Labor des Archäologen an der Universität in Thessaloniki. Er hat sie mehrmals dem bulgarischen Staat im Gegenzug für einige byzantinische Schriften angeboten.

## Bedeutung

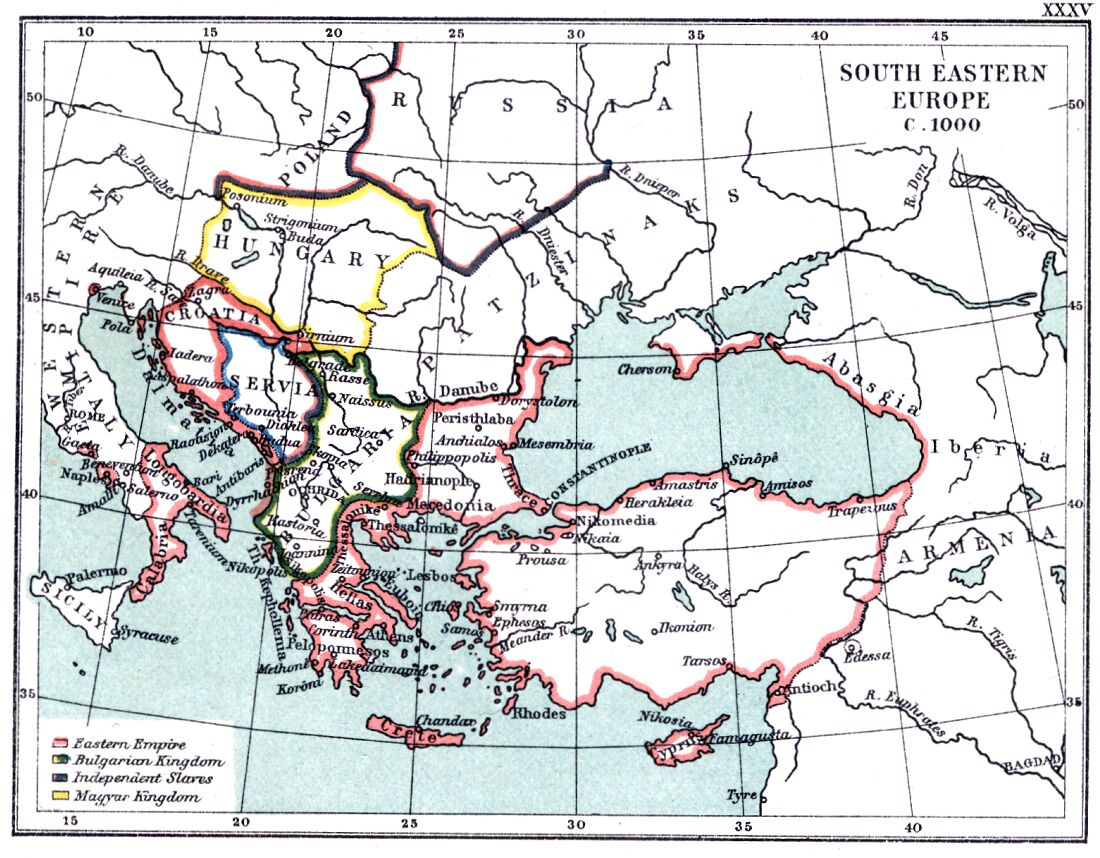
Südosteuropa um das Jahr 1000

Wie auch bei anderen nationalen Symbolen der Region reklamieren sowohl Bulgarien als auch Nordmazedonien den Zaren Samuil jeweils für sich. Die Diskussion darüber, ob Samuil Herrscher eines mazedonischen (westbulgarischen) oder eines bulgarischen Staates war, ist allerdings ahistorisch, da sie einen Versuch darstellt, ethnische Vorstellungen der Gegenwart in die Vergangenheit zu projizieren. Auf der nebenstehenden Karte, die Südosteuropa um das Jahr 1000 zeigt, ist auch eine Region zu sehen, welche während des gesamten Hochmittelalters (10.–13. Jahrhundert) den Namen „Makedonien“ (auf der Karte englisch Macedonia) trägt: das byzantinische Makedonien um Adrianopel (östliches Thrakien). Die geographische Lage dieser Region stimmte damals weder mit dem Makedonien der Antike noch mit der heutigen Republik Nordmazedonien überein. In Grün sieht man auf der Karte als Bulgaria eingezeichnet das Bulgarische Reich unter Samuil, welches das heutige Mazedonien, aber auch große Gebiete darüber hinaus umfasste. 
2022 legten bulgarischen und nordmazedonischen Historiker, als Teil einer gemeinsamen Geschichts- und Schulbuchkommission den Streit bei. Damit erkannte die nordmazedonische Seite an, dass die Mehrheit der internationalen, modernen Geschichtswissenschaft Samuil als einen bulgarischen Herrscher an der Spitze eines mittelalterlichen bulgarischen Staates auf dem Gebiet des heutigen Nordmazedonien betrachtet und sie verpflichtete sich diese Formulierung in den nordmazedonischen Geschichtsbüchern auch umzusetzen. Darüber hinaus empfahl die Historikerkommission gemeinsamen Feierlichkeiten zu Ehren Zar Samuils als ein Zeichen für gemeinsamer Werte, wahrer Nachbarschaft und Freundschaft.
Einen archäologischen Beleg für die Zugehörigkeit Bitolas und Ohrids zum Bulgarischen Staat Samuils enthält die Bitola-Inschrift des Zaren Iwan Wladislaw von 1015/16, gefunden 1956 bei der Zerstörung der Čaush-Moschee in Bitola. Die Inschrift stammt aus der Samuils-Festung in Bitola und benennt die Namen Samuils und seiner Eltern und die bulgarische Zugehörigkeit von Festung und Land. Die Marmortafel wurde bis in die 1990er Jahre im Museumsdepot geheim gehalten. Im Museum von Bitola ist diese seit Mitte der 2010er Jahre mit einer Begleitinschrift als altslawische Inschrift ohne Bulgarienbezug und ohne Hinweis auf den Text ausgestellt. 
Die Bitola-Inschrift von 1015/16, die Samuils-Inschrift aus Prespa von 993, die Grabinschrift des Chargubil Mostič aus Preslav von 950 und die Inschrift aus Varosch von 996 zählen zu den ältesten kyrillischen Inschriften überhaupt.

## Zar Samuil in der Literatur
Seine Biographie und die Epoche, in der Zar Samuil lebte, haben eine Reihe von Schriftstellern und Künstlern inspiriert. Die Trilogie des Autors Dimitar Talew Самуил - цар български (zu dt. etwa Samuil-bulgarischer Zar) basiert sowohl auf historischen Fakten als auch auf der Sicht des Autors.
Die Schlacht von Belasiza ist im Gedicht Die Landwehrsoldaten auf Schipka (bulg. Опълченците на Шипка) von Iwan Wasow erwähnt worden. Mit der Schlacht wird auch das Gedicht von Pentscho Slawejkow Цар Самуил (zu dt.: Zar Samuil) in Verbindung gebracht. Der Dichter Atanas Daltschew erwähnt die „geblendeten Soldaten Samuils“ (aus dem bulg. ослепелите бойци на Самуила) in seinem Werk Към родината (zu dt. etwa: An die Heimat).